# Hamm (Luxemburg)

Stadt Luxemburg, Hamm hervorgehoben

Hamm (luxemburgisch Hammⓘ) ist ein Stadtteil im Osten der Stadt Luxemburg. Im Jahr 2018 lebten 1.495 Menschen in dem Stadtteil. Die Fläche des Stadtteils beträgt 408 Hektar.

## Geschichte
Durch Abspaltung von der Gemeinde Sandweiler wurde Hamm am 1. Januar 1874 eigenständig. 
Am 26. März 1920 wurde Hamm zusammen mit den Gemeinden Hollerich und Rollingergrund in die Stadt Luxemburg eingemeindet.

## Sehenswürdigkeiten
In Hamm befindet sich der amerikanische Militärfriedhof Luxembourg American Cemetery and Memorial mit Gräbern von 5.070 amerikanischen Soldaten, die während des Zweiten Weltkriegs in Luxemburg gefallen sind. Zu den Gräbern zählt auch das von General George S. Patton jr.
In Hamm befindet sich ebenfalls die Kirche von Hamm aus dem Jahre 1337, die 1902 vergrößert wurde.

## Sport
Der lokale Fußballverein Rapid Mansfeldia Hamm Benfica stieg 2007 erstmals in der Vereinsgeschichte in die höchste luxemburgische Spielklasse, die Nationaldivision auf.

## Bilder

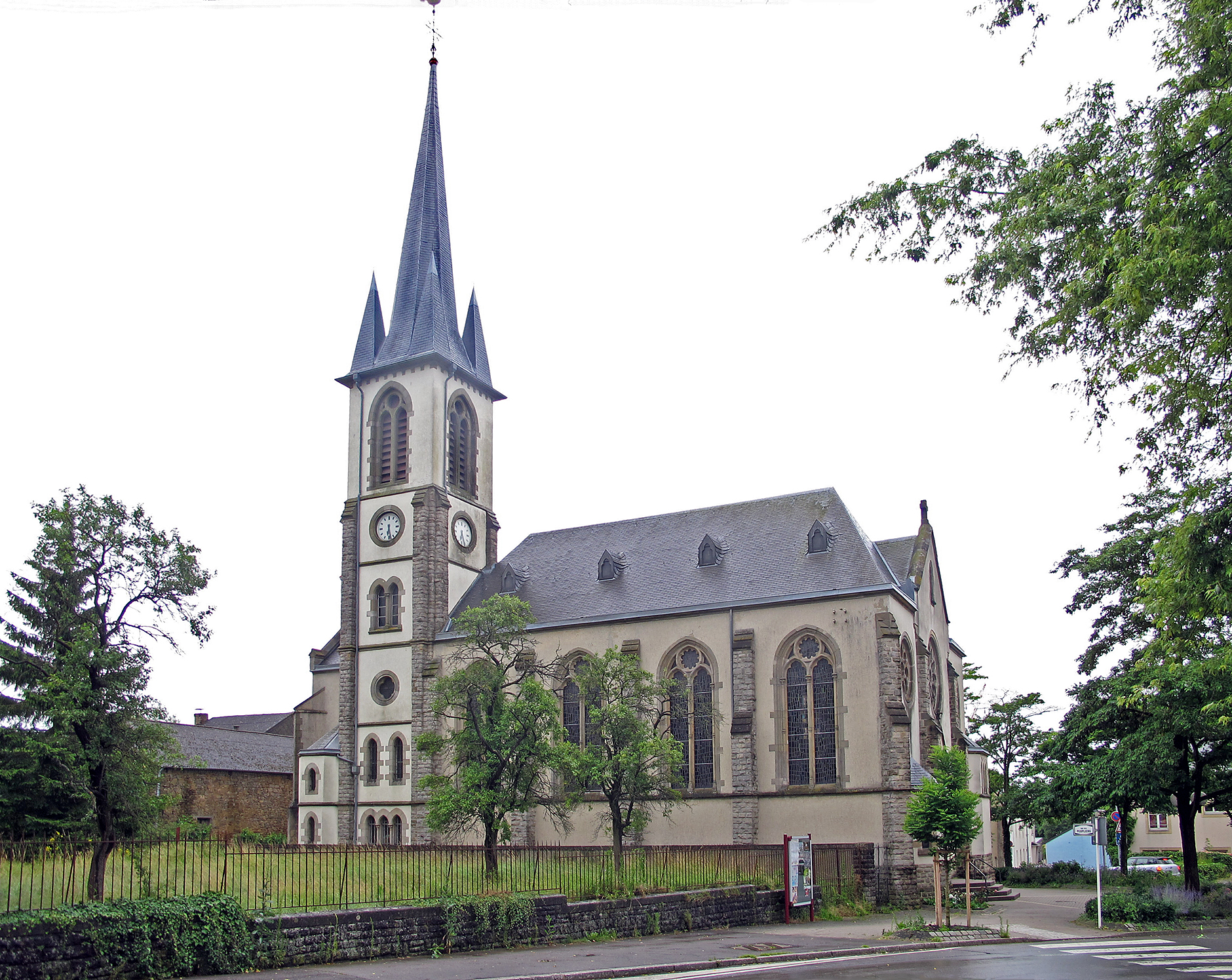
Kirche von Hamm von Aussen
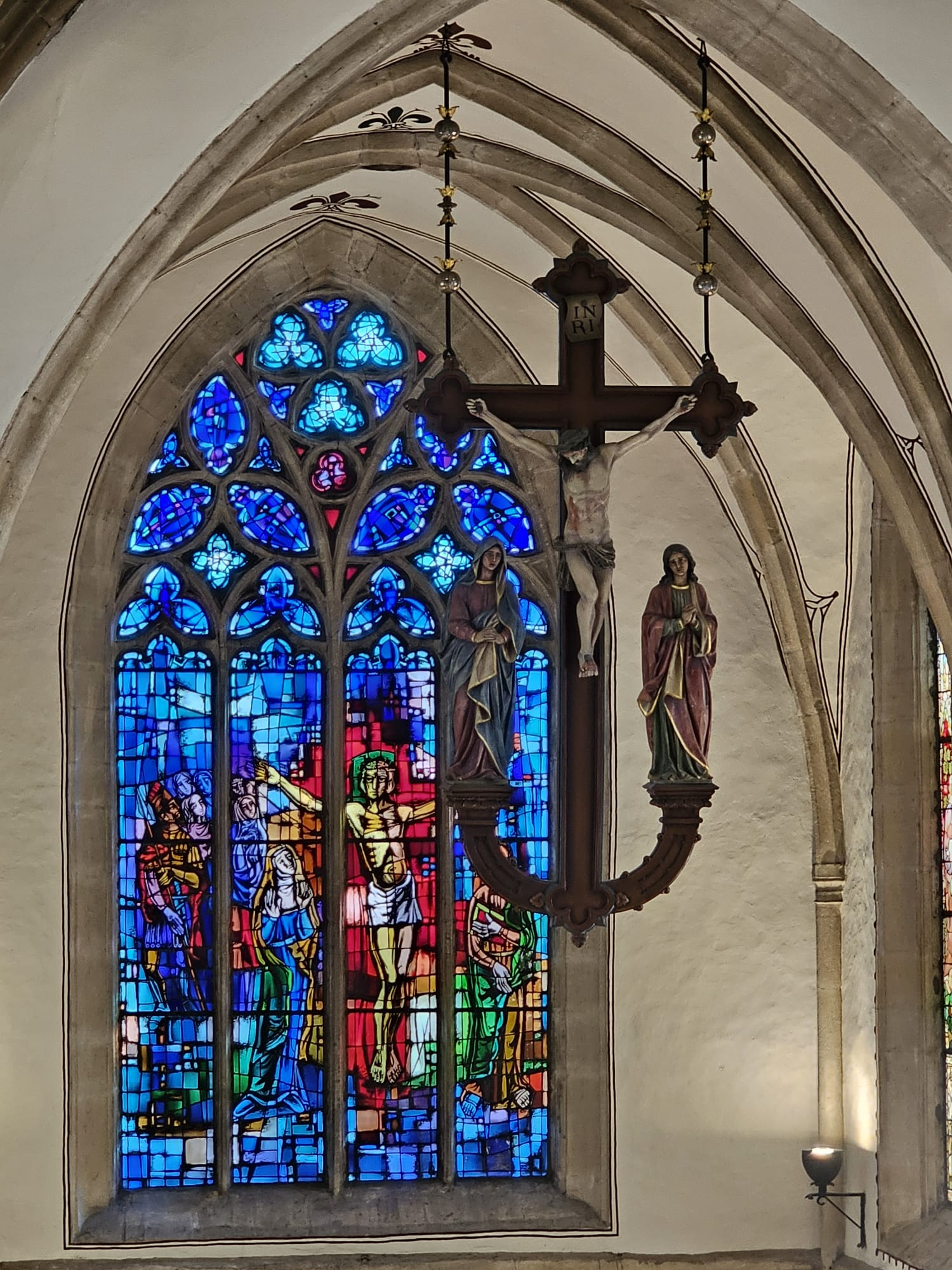
Kirche von Hamm von Innen
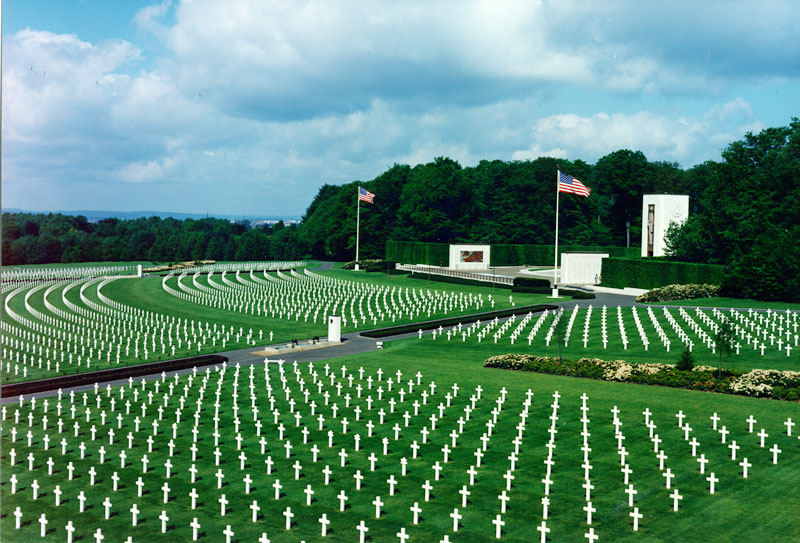
Amerikanisches Militärfriedhof
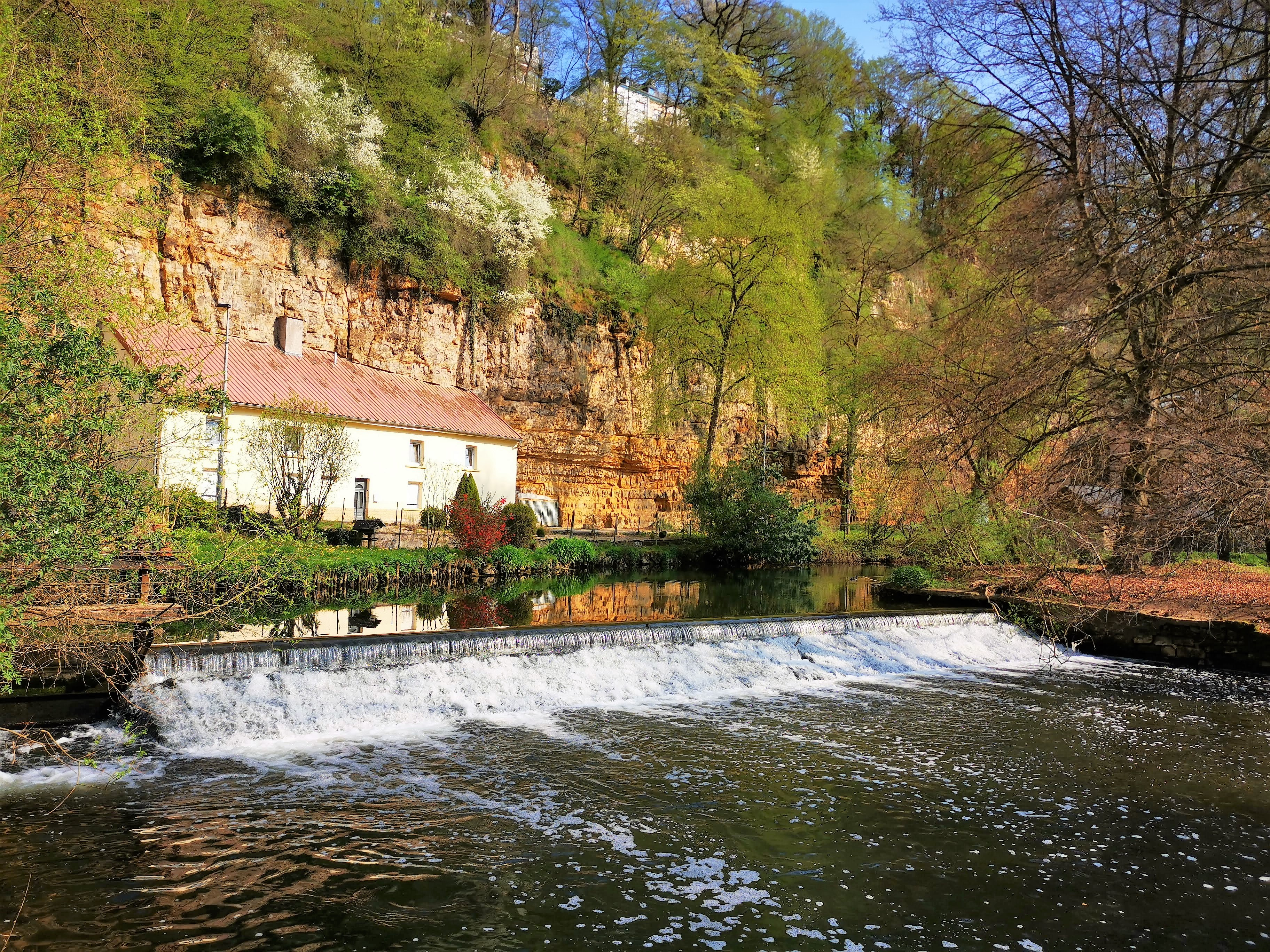
Die Alzette in der Nähe von Hamm